# Costus zamoranus
Costus zamoranus är en enhjärtbladig växtart som beskrevs av Julian Alfred Steyermark. Costus zamoranus ingår i släktet Costus och familjen Costaceae. IUCN kategoriserar arten globalt som sårbar. Inga underarter finns listade.